# Tijelo (album sastava Elemental)
U veljači 2016. Elemental izdaje svoj prvi dvostruki album Tijelo, istovremeno prvi album izdan za vlastitu etiketu 383records. Etiketa je osnovana u sklopu Umjetničke Organizacije Elemental čime se bend diskografski osamostalio, a Menart je ostao u ulozi distributera albuma. Odluka o dvostrukom albumu donesena je jer je svatko imao svoje favorite među pjesmama pa su odlučili izbaciti svih 18 za 18 godina benda.
Album Tijelo među kritičarima slovi kao vrhunac Elementalovog stvaralaštva.[nedostaje izvor] Prvi singl Goli i bosi izdan godinu dana prije izlaska albuma bio je najpopularniji Elementalov hit od Romantike te je 2016. osvojio Porina za pjesmu godine. Uz njega, izbacili su još 5 singlova: Sve je moje tuđe, Opet je kiša, Ništa, Tijelo pamti, Sanjam. 2017. godine album osvaja još dva Porina u kategorijama “Najbolji album alternativne i klupske glazbe” i “Najbolje likovno oblikovanje”. Naslovnicu albuma ilustrirao je ulični umjetnik Miron Milić.

## Popis pjesama
| 1.    | »Goli i bosi«           | Mirela Priselac Remi, Luka Tralić Shot | Konrad Lovrenčić Koni, Mirela Priselac Remi, Luka Tralić Shot, Ivan Vodopijec, Davor Zanoški, Erol Zejnilović | 3:47 |
| 2.    | »Oni dolaze«            | Mirela Priselac Remi, Luka Tralić Shot | Konrad Lovrenčić Koni, Mirela Priselac Remi, Luka Tralić Shot, Ivan Vodopijec, Davor Zanoški, Erol Zejnilović | 3:42 |
| 3.    | »Opet je kiša«          | Mirela Priselac Remi, Luka Tralić Shot | Konrad Lovrenčić Koni, Mirela Priselac Remi, Luka Tralić Shot, Ivan Vodopijec, Davor Zanoški, Erol Zejnilović | 3:56 |
| 4.    | »U duši smo junaci«     | Mirela Priselac Remi, Luka Tralić Shot | Konrad Lovrenčić Koni, Mirela Priselac Remi, Luka Tralić Shot, Ivan Vodopijec, Davor Zanoški, Erol Zejnilović | 4:24 |
| 5.    | »S trideset«            | Mirela Priselac Remi, Luka Tralić Shot | Konrad Lovrenčić Koni, Mirela Priselac Remi, Luka Tralić Shot, Ivan Vodopijec, Davor Zanoški, Erol Zejnilović | 4:20 |
| 6.    | »Breza«                 | Mirela Priselac Remi, Luka Tralić Shot | Konrad Lovrenčić Koni, Mirela Priselac Remi, Luka Tralić Shot, Ivan Vodopijec, Davor Zanoški, Erol Zejnilović | 3:40 |
| 7.    | »Ništa«                 | Mirela Priselac Remi, Luka Tralić Shot | Konrad Lovrenčić Koni, Mirela Priselac Remi, Luka Tralić Shot, Ivan Vodopijec, Davor Zanoški, Erol Zejnilović | 4:07 |
| 8.    | »Tijelo pamti«          | Mirela Priselac Remi, Luka Tralić Shot | Konrad Lovrenčić Koni, Mirela Priselac Remi, Luka Tralić Shot, Ivan Vodopijec, Davor Zanoški, Erol Zejnilović | 4:42 |
| 9.    | »Usne«                  | Mirela Priselac Remi, Luka Tralić Shot | Konrad Lovrenčić Koni, Mirela Priselac Remi, Luka Tralić Shot, Ivan Vodopijec, Davor Zanoški, Erol Zejnilović | 4:16 |
| 10.   | »Sve je moje tuđe«      | Mirela Priselac Remi, Luka Tralić Shot | Konrad Lovrenčić Koni, Mirela Priselac Remi, Luka Tralić Shot, Ivan Vodopijec, Davor Zanoški, Erol Zejnilović | 3:40 |
| 11.   | »Sanjam«                | Mirela Priselac Remi, Luka Tralić Shot | Konrad Lovrenčić Koni, Mirela Priselac Remi, Luka Tralić Shot, Ivan Vodopijec, Davor Zanoški, Erol Zejnilović | 3:57 |
| 12.   | »Ne prihvaćam tvoje ne« | Mirela Priselac Remi, Luka Tralić Shot | Konrad Lovrenčić Koni, Mirela Priselac Remi, Luka Tralić Shot, Ivan Vodopijec, Davor Zanoški, Erol Zejnilović | 3:52 |
| 13.   | »Hej Slaveni«           | Mirela Priselac Remi, Luka Tralić Shot | Konrad Lovrenčić Koni, Mirela Priselac Remi, Luka Tralić Shot, Ivan Vodopijec, Davor Zanoški, Erol Zejnilović | 3:29 |
| 14.   | »Sam na svijetu«        | Mirela Priselac Remi, Luka Tralić Shot | Konrad Lovrenčić Koni, Mirela Priselac Remi, Luka Tralić Shot, Ivan Vodopijec, Davor Zanoški, Erol Zejnilović | 3:59 |
| 15.   | »Nek te noge nose«      | Mirela Priselac Remi, Luka Tralić Shot | Konrad Lovrenčić Koni, Mirela Priselac Remi, Luka Tralić Shot, Ivan Vodopijec, Davor Zanoški, Erol Zejnilović | 4:06 |
| 16.   | »Šutnja je zlato«       | Mirela Priselac Remi, Luka Tralić Shot | Konrad Lovrenčić Koni, Mirela Priselac Remi, Luka Tralić Shot, Ivan Vodopijec, Davor Zanoški, Erol Zejnilović | 3:53 |
| 17.   | »Na ramenima«           | Mirela Priselac Remi, Luka Tralić Shot | Konrad Lovrenčić Koni, Mirela Priselac Remi, Luka Tralić Shot, Ivan Vodopijec, Davor Zanoški, Erol Zejnilović | 4:42 |
| 18.   | »Meni je sve jasno«     | Mirela Priselac Remi, Luka Tralić Shot | Konrad Lovrenčić Koni, Mirela Priselac Remi, Luka Tralić Shot, Ivan Vodopijec, Davor Zanoški, Erol Zejnilović | 4:25 |
| 73:00 |                         |                                        | |      |

- Sve aranžmane na albumu potpisuje grupa Elemental, odnosno Konrad Lovrenčić Koni, Mirela Priselac Remi, Luka Tralić Shot, Ivan Vodopijec, Davor Zanoški, Erol Zejnilović i Vida Manestar.
- Sve pjesme su snimljene u Zagrebu tijekom 2015. godine u Element Studiju, Funhouse Studiju (bubanj, pianino, wurlitzer) i dvorani Hrvatskog Društva Skladatelja (klavir). Album je miksan u Element Studiju.

## Izvođači
- Davor Zanoški Zane - klavijature
- Dušan Jungić - dizajn omota i vizualni identitet benda
- Erol Zejnilović - gitara, snimanje
- Ivan Komlinović - mastering
- Ivan Vodopijec John - bubnjevi
- Konrad Lovrenčić Koni - bas gitara, fotografija
- Luka Tralić Shot - vokal, produkcija, snimanje i mix
- Mirela Priselac Remi - vokal
- Miron Milić - ilustracija
- Tamara Terzija - urednica izdanja (uz Elemental)
- Vida Manestar - vokal